# 藍藍路

麥當勞叔叔在发“路！（る～！）”音时的姿势，此段广告也是遭网民恶搞的最多的蓝蓝路系列广告之一

藍藍路或譯蘭蘭路，是2007年開始在日本風行的一種網路迷因，由三个连贯的肢體动作和口號组成。首先，双手交叉放在胸前並轻拍肩膀（藍；），然後胸前合掌（藍；），最後掌心向前高举雙臂（路！；）。原本只是日本的一個電視廣告，有網民將其改版製作音MAD影片並放上NICONICO動畫，因而流行至全球各地。

## 源起
藍藍路這個口號起源於日本。麥當勞於2004年起委託一家日本廣告公司製作一個形象廣告。廣告公司設計了一句自創的標語（即藍藍路），並創作了一些簡單的肢體動作以配合標語。當中所製作的「麥當勞叔叔流言」（ドナルドのウワサ）系列廣告，主要是關於麥當勞叔叔的一系列問題，先交由觀眾進行解謎，之後由麥當勞叔叔說明。該廣告系列其中一則廣告片段，主題為（藍藍路、是什麼?），由麥當勞叔叔進行解答，並做出動作，在廣告中麥當勞叔叔表示：
|  | 中譯：「藍藍路！麥當勞叔叔高興的時候，就會忍不住做出這個動作，大家也跟著一起來做吧，準備喔，藍藍路」 |

由於藍藍路的口號與動作原本即意圖不明、無任何意義，也成為網民爭相惡搞的對象，並陸續將改編後的洗腦片段上傳至NICONICO動畫與YouTube。除了藍藍路這句口號之外，網民在製作相關洗腦片段時也添加了其他廣告的片段與語音。由於傳播速度相當快，有部份相關影片的點閱率相當高，海外地區也能感受到這波網路流行的趨勢。

## 影響
雖然藍藍路現在在台灣儼然成了是麥當勞的代名詞，但是從源頭來看真正廣泛被接受的只有，日後其BGM（背景音樂）反而常被網民利用來製作諸多音MAD惡搞影片，由此可推測出來藍藍路的洗腦威力最大功臣其實是其BGM。其BGM是用兩段音樂組合加上混音而成，開頭BGM是東方Project（STG 彈幕射擊遊戲）東方紅魔鄉EX關卡頭目芙蘭朵露·斯卡蕾特代表配樂（中譯「她就是U.N Owen（日文发音同Unknown）嗎？」），第二段音樂則是經過同人把重新編曲過名，兩首曲子配合其麥當勞叔叔誇張的動作和聲音創作出音MAD影片《最终鬼畜蓝蓝路》。

## 外部連結
- 廣告片段的起源 （页面存档备份，存于）
- 點閱率超過一百萬人次的洗腦片段（《最终鬼畜蓝蓝路》）：NICONICO動畫 （页面存档备份，存于）／Youtube （页面存档备份，存于）／Bilibili （页面存档备份，存于）
- Komica-蘭蘭路 （页面存档备份，存于）（繁體中文）